# Elisabetta Maffeis
Elisabetta Maffeis (Cene, 27 luglio 1947) è un'ex ciclista su strada italiana, campionessa italiana su strada nel 1966.

## Carriera
Nasce a Cene in una famiglia di sportivi, ultima di tre fratelli, Giuseppe, corridore nella categoria dilettanti, e Tina. Fin da giovanissima cominciò a seguire in allenamento le squadre maschili di esordienti ed allievi fino ad essere effettivamente tesserata nel 1963.
È stata tra le prime cicliste italiane ad aver indossato la maglia azzurra in vari mondiali. Elisabetta e Giuseppe, Maffeis, primi fratelli nella storia a disputare nello stesso giorno i campionati del mondo di ciclismo su strada nelle categorie femminile e dilettanti a Leicester (Inghilterra) 1970

## Palmarès
- 1966

Campionati italiani, Prova in linea

## Piazzamenti

### Campionati mondiali
- Campionati del mondo

Nürburgring 1966 - In linea: 16ª
Imola 1968 - In linea: 15ª
Brno- 1969 - In linea: 7ª
Leicester 1970 - In linea: caduta in volata
Mendrisio 1971 - In linea: 26ª
Gap 1972 - In linea: guasto meccanico-ritirata